# Legende (Kvandal)
Legende is een compositie van Johan Kvandal. Het is een werk geschreven voor fagot en strijkinstrumenten. De fagot in kwestie was Robert Rønnes, een fagottist die later ook partituren completeerde van bijvoorbeeld Arvid Kleven.
Van het werk zijn drie varianten:
1. voor solo fagot en strijkorkest
2. voor solo fagot en vijf strijkers
3. voor solo fagot en piano.

De fagottist maakte zelf een vierde arrangement van: fagot en Apple Mac Pro. 
Legende is een eendelig werk en wordt gespeeld in het tempo adagio.
Het werk ging in première tijdens het debuutconcert van Rønnes als solofagottist in een volgende programma:
1. Wolfgang Amadeus Mozart – Fagotconcert nr. 2, zijnde het fagotconcert van Mozart met een door Ronnes zelf geïmplementeerde cadens;
2. Georg Friedrich Händel – Sonate voor fagot, cello en basso continuo (opus 2. 8)
3. Johan Kvandal – Legende
4. Einojuhani Rautavaara – Sonate voor fagot en piano opus 26
5. Pjotr Iljitsj Tsjaikovski – Andante cantabile opus 11
6. Pierre Ancelin – Silène voor fagot en piano
7. Friedrich Berr – Variations sur une theme Allemand